# Famille de Claris

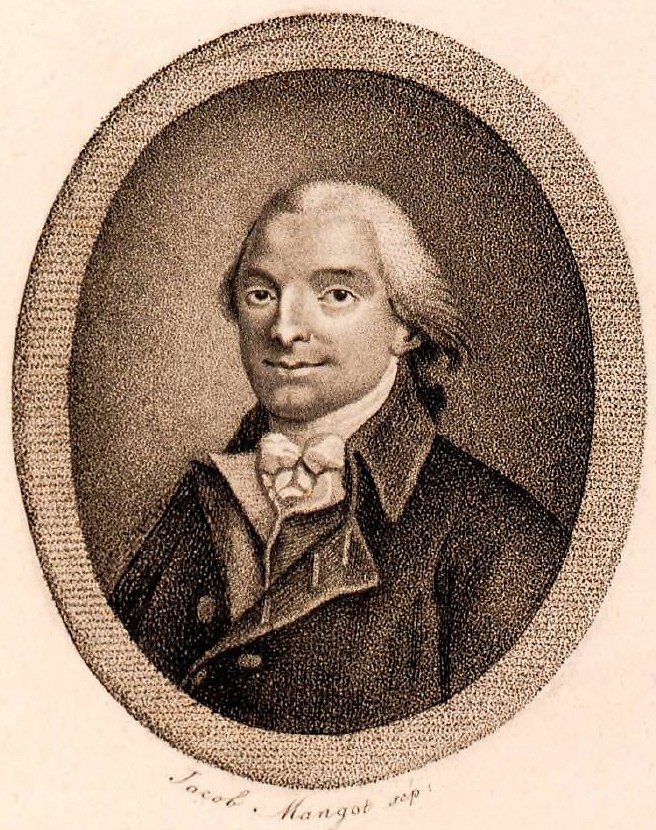
Le fabuliste Florian (1755-1794)

La famille de Claris est une famille éteinte de la noblesse française, originaire de Sauve, dans le Gard. Elle fut illustrée par son dernier représentant, Jean-Pierre Claris de Florian, dit Florian (1755-1794), écrivain, fabuliste et poète, membre de l'Académie française.

## Histoire
La filiation de la famille de Claris est suivie depuis 1505.
En 1640 commence la construction du château de Florian, à Logrian-Florian, près de Sauve, mais la famille de Claris ne l'acquiert que vers 1662.
En 1690, Jacques de Claris, récemment converti à la religion catholique, est déchargé de la contribution due par les nouveaux convertis. Le roi lui accorde une pension en récompense des services rendus lors des premiers troubles des Cévennes. À la fin du XVIIe siècle, Jean de Claris, à la suite de son père, combat les huguenots. En représailles, ceux-ci brûlent son château de Florian. En 1700, il achète le château de la Rouvière à François de Ginestous. Ayant vu trop grand, il revend le domaine en 1707.
En 1742, David de Claris, officier, est tué au siège de Prague.
En 1782, l'écrivain Jean-Pierre Claris de Florian, criblé de dettes, vend le château de Florian.

## Armes
- D'argent à l'aigle éployée de sable, au chef d'azur, chargé d'un soleil d'or[2].

## Généalogie
```
François de Claris
[
3
]
.
│
└─> 
Antoine
[
1
]

    X (4 janvier 1505) Marie de Lorme
    │
    └─> 
André

        X (
1524
) Françoise d'Arlende
        │
        ├1> 
Gilles
 ( - 
1618
), seigneur de Nogaret et de Castaudet
        │   X (
1562
) Jeanne d'Amalric
        │   │
        │   ├1> 
Jean
 ( - 
1613
), 
sans postérité

        │   │
        │   ├2> 
Pierre
 ( - 
1646
)
        │   │    X Suzanne Privalde
        │   │    │
        │   │    ├1> 
Jean

        │   │    │   X Marie de Pize
        │   │    │   │
        │   │    │   ├1> 
Jacques
, seigneur de Florian
        │   │    │   │   X (1) (
1671
) Marguerite Fizes
        │   │    │   │   X (2) (
1685
) Marie Arnaud
        │   │    │   │   │
        │   │    │   │   ├1> 
Jean
 (
1674
 - ) , seigneur de Florian
        │   │    │   │   │   X (1) (
1697
) Françoise Molles
        │   │    │   │   │   X (2) (
1707
) Marie Madeleine de Perdrix
        │   │    │   │   │   │
        │   │    │   │   │   ├4> (2) 
Philippe Antoine
 (
1707
 - ), marquis de Florian
        │   │    │   │   │   │   X (1) (
1762
) 
Marie Élisabeth Mignot
, nièce de 
Voltaire

        │   │    │   │   │   │   X (2) (
1772
) Lucrèce Angélique de Normandie (Mme Rilliet)
        │   │    │   │   │   │   X (3) (
1774
) Louise Bernarde Joly
        │   │    │   │   │   │
        │   │    │   │   │   ├6> 
Pierre
 ( - 
1734
), 
lieutenant au 
Régiment de Champagne

        │   │    │   │   │   │
        │   │    │   │   │   ├7> 
François
 (
1718
 - ), seigneur de Florian, 
Logrian
 et 
Lauret
, 
lieutenant au 
Régiment de Lusignan

        │   │    │   │   │   │   X (
1752
) Gillette Salgues
        │   │    │   │   │   │   │
        │   │    │   │   │   │   ├1> 
Jean-Pierre Claris de Florian
 (1755-1794), dernier représentant de la famille
        │   │    │   │   │   │   │
        │   │    │   │   │   │   ├2> 
Philippe
 (
1756
 - )
        │   │    │   │   │   │   │
        │   │    │   │   │   │   └3> 
François Philippe
 (
1757
 - )
        │   │    │   │   │   │
        │   │    │   │   │   ├8> 
Marie Tiphaine
, 
religieuse à 
Anduze

        │   │    │   │   │   │
        │   │    │   │   │   ├9> 
Suzanne Charlotte
, 
religieuse à 
Roquemaure
[Laquelle ?]

        │   │    │   │   │   │
        │   │    │   │   │   ├10> 
Marguerite
, 
religieuse à 
Roquemaure
[Laquelle ?]

        │   │    │   │   │   │
        │   │    │   │   │   ├13> 
Marie Anne
, 
chanoinesse à 
Valence

        │   │    │   │   │   │
        │   │    │   │   │   ├15> 
Adélaïde
, 
religieuse à 
Arles

        │   │    │   │   │
        │   │    │   │   ├2> 
Marc Antoine
, 
lieutenant dans le Régiment Royal des Vaisseaux

        │   │    │   │   │
        │   │    │   │   └3> 
Pierre
, 
ecclésiastique

        │   │    │   │
        │   │    │   └2> 
Marc Antoine
, 
lieutenant au Régiment de 
Rouergue

        │   │    │
        │   │    ├3> 
Antoine
, seigneur de Saint-André Pierredon
        │   │
        │   ├3> 
André
 ( - 
1638
)
        │   │
        │   ├4> 
Antoine
 ( - 
1622
)
        │   │
        │   ├5> 
Jacques
, seigneur de Saint-Martin
        │   │   X (1) (
1616
) Catherine Gabourde
        │   │   X (2) (
1661
) Louise de Molles
        │   │   │
        │   │   ├─> (1) 
Jacques
, seigneur de Saint-Martin
        │   │   │   X (1) (
1673
) Dauphine Ginhoux
        │   │   │   X (2) (
1678
) Germaine d'Arvieu
        │   │   │   │
        │   │   │   ├1> (1) 
Jacques
, 
lieutenant au Régiment de 
Bretagne

        │   │   │   │
        │   │   │   ├2> (2) 
Claude
, 
juge royal

        │   │   │   │    X (
1713
) Élisabeth Rivière
        │   │   │   │
        │   │   │   ├3> (2) 
David
 (
1681
 - 
1742
), 
ingénieur en chef des Armées du Roi

        │   │   │   │    X (
1721
) Élisabeth de Portal
        │   │   │   │
        │   │   │   └4> (2) 
Jean Jacques
 (
1687
 - ), 
lieutenant dans le 
Régiment de Boufflers

        │   │   │
        │   │   └─> (2) 
Marie

        │   │       X Louis d'Aldebert, sieur de Roux, 
dont postérité

        │   │
        │   ├6> 
Isabeau

        │       X Pierre de Villas
        │  
        └2> 
Marie

            X Philippe Massiot
```